# Souvrství Dinosaur Park

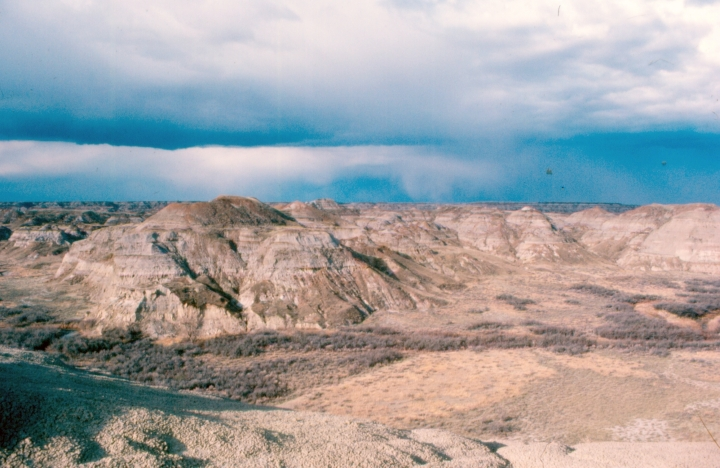
Typický pohled na sedimentární výchozy souvrství Dinosaur Park.

Souvrství Dinosaur Park je velmi významné geologické souvrství na území kanadské provincie Alberta. Sedimenty mají stáří 76,9 až 75,8 milionu let (geologický věk kampán, svrchní křída) a představují jedny z nejbohatších fosilních lokalit pro objevy druhohorních dinosaurů. V rámci souvrství rozeznáváme také tzv. Dinosauří provinční park (v orig. Dinosaur Provincial Park), což je rozlehlé chráněné území, zapsané na seznamu památek UNESCO. Rozkládá se asi dvě a půl hodiny jízdy jihovýchodně od města Calgary. Nachází se v údolí řeky Red Deer River a jeho reliéf je složen z typického vlnitého terénu Badlands. Rozloha tvoří 73,7 km², park byl oficiálně vyhlášen roku 1955. Samotné souvrství Dinosaur Park bylo stanoveno roku 1993. Nejčastějšími horninani jsou pískovec, jílovec a prachovec, v menší míře pak bentonit a uhlí.

## Paleontologický význam

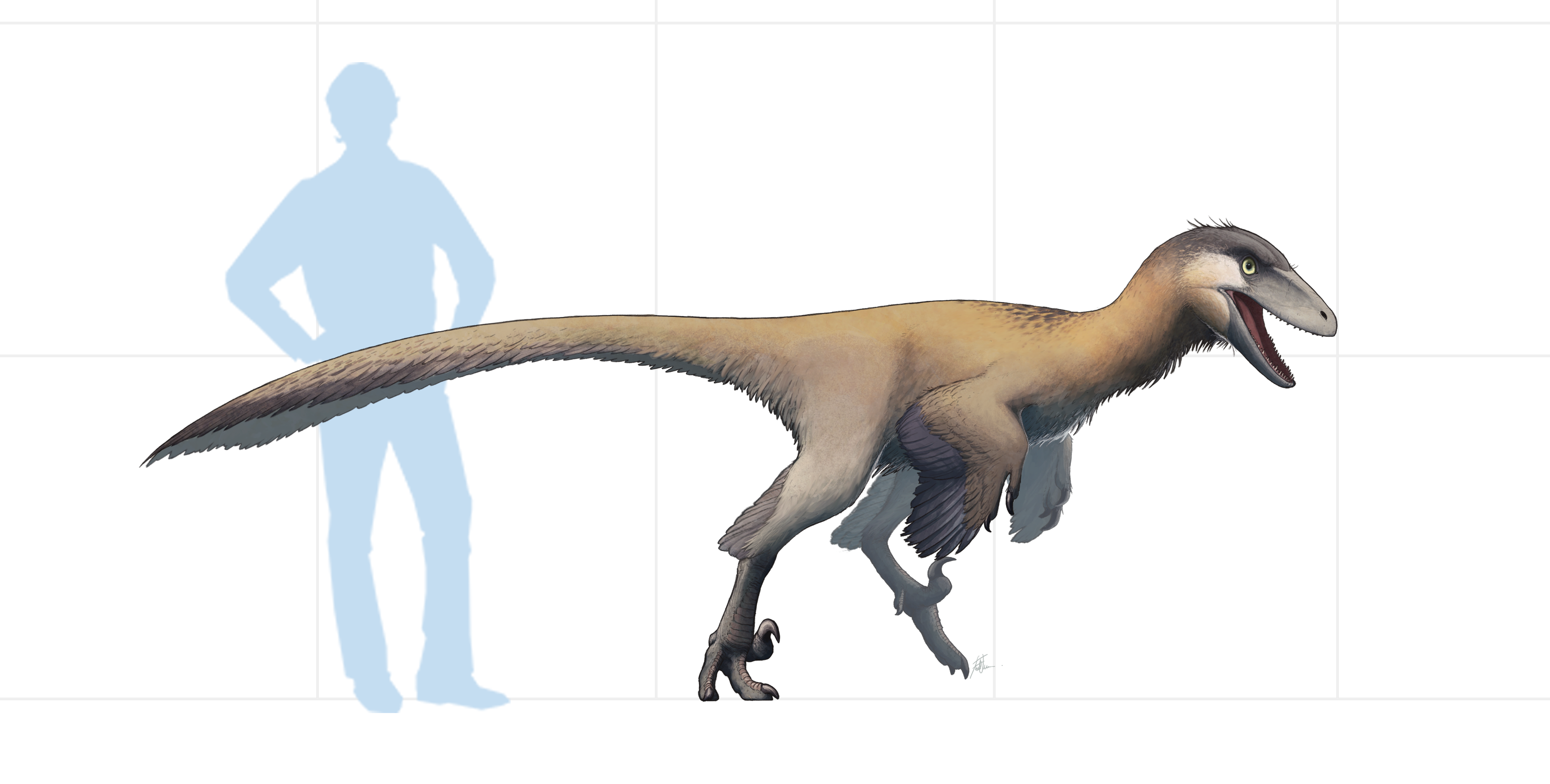
Latenivenatrix - jeden z menších teropodů, známých ze souvrství Dinosaur Park.

Jedná se o významnou oblast pro paleontologické výzkumy, zejména pro výzkum dinosaurů z období svrchní křídy. Bylo zde objeveno přes 40 druhů dinosaurů a mnoho zkamenělin dalších organismů z doby před asi 77 až 75 miliony let. Novější výzkum určuje dobu ukládání sedimentů přesněji na zhruba 76,7 až 74,2 milionu let před současností.
Výzkumy dokládají, že ačkoliv se zde vyskytovalo velmi mnoho druhů dinosaurů z různých skupin (Ceratopsidae, Ankylosauridae, Nodosauridae, Hadrosauridae, Tyrannosauridae, Troodontidae, Dromaeosauridae ad.), jejich ekologická struktura byla dobře rozdělena a uzpůsobena v rámci dostupných potravních zdrojů a trofických sítí. Zajímavá je také koexistence (soužití) dvou obřích tyranosauridů v tomto jediném ekosystému, a to rodů Gorgosaurus a Daspletosaurus.
Fosilie dinosaurů i dalších organismů (želv, krokodýlů) z této oblasti v rámci sedimentů souvrství Dinosaur Park vykazují velké procento zachování stop po původních "měkkých tkáních" (cévách, osteocytech apod.) ve fosiliích starých přes 75 milionů let. Objevovány jsou také "mumie" kachnozobých dinosaurů se zachovanými otisky kůže i s její původní texturou. Výzkum ukázal, že 18 z 19 vzorků fosilií podobné struktury po chemické úpravě a rozpuštění minerálů z fosilií obsahují, jedná se tedy nejspíš o relativně běžné struktury.
Ekosystémy souvrství Dinosaur Park byly v době svého formování velkou záplavovou nížinou, protkanou sítí říčních toků. Podnebí bylo teplé a vlhké a umožňovalo rozvoj velkého množství živočichů - kromě dinosaurů to byli také sladkovodní paryby a ryby, obojživelníci, krokodýlovití a šupinatí plazi, želvy, vývojově primitivní savci a ptáci, ptakoještěři a mnoho dalších skupin živočichů.
Koncem roku 2023 byla publikována odborná práce o nálezu mláděte gorgosaura (s odhadovaným věkem v době úmrtí činícím 5 až 7 let) se zbytky kořisti v prostoru břišní dutiny - jednalo se o zadní končetiny dvou juvenilních jedinců malého cénagnatidního oviraptorosaura druhu Citipes elegans. Tento objev nasvědčuje možnosti, že tyranosauridi se živili rozdílnou potravou jako mláďata, subadultní jedinci a dospělci. Mladí gorgosauři lovili malou a snadno udolatelnou (i když hbitější) kořist, zatímco mnohem mohutnější dospělci útočili na pomalejší a větší dinosaury. Fosilie přibližně 335 kg vážícího mláděte druhu Gorgosaurus libratus byla objevena v roce 2009 na území parku Dinosaur Provincial Park v kanadské Albertě. Nález tedy pochází ze sedimentů geologického souvrství Dinosaur Park a má stáří přibližně 75,3 milionu let.

## Seznam popsaných druhů dinosaurů
Ceratopsia
- Leptoceratops sp.
- Centrosaurus apertus[13]
- Coronosaurus brinkmani[14]
- Styracosaurus albertensis[15]
- Pachyrhinosaurus
- Chasmosaurus belli, C. russelli
- Vagaceratops irvinensis[16]

Hadrosauridae
- Corythosaurus casuarius[17]
- Gryposaurus notabilis, G. incurvimanus
- Lambeosaurus lambei, L. magnicristatus
- Prosaurolophus maximus
- Parasaurolophus walkeri[18]

Ankylosauria
- Panoplosaurus
- Edmontonia
- Euoplocephalus tutus

Hypsilophodontidae
- Orodromeus

Pachycephalosauria
- Sphaerotholus lyonsi[19]
- Stegoceras

Tyrannosauridae
- Daspletosaurus torosus[20]
- Gorgosaurus libratus[21]

Ornithomimidae
- Ornithomimus[22]
- Struthiomimus[23]
- Rativates

Caenagnathidae
- Citipes elegans
- Chirostenotes pergracilis
- Chirostenotes elegans
- Chirostenotes collinsi

Dromaeosauridae
- Dromaeosaurus albertensis
- Saurornitholestes sp.
- Hesperonychus elizabethae

Troodontidae
- Latenivenatrix mcmasterae[24]
- Troodon sp.[25]

Nejistá klasifikace
- Richardoestesia gilmorei